# Antonio Bloch
Antonio Bloch (Las Palmas de Gran Canària, 1958) és un enginyer de so i cineasta canari.
Va estudiar so al Canadà i cap al final de la dècada del 1970 va encarregar-se del so de nombrosos curtmetratges. El 1980 fou assistent de so de la primera pel·lícula de Pedro Almodóvar, Pepi, Luci, Bom y otras chicas del montón i enginyer de so a Copia cero d'Eduardo Campoy i José Luis Fernández. Ha participat en unes 60 pel·lícules i 500 anuncis publicitaris i ha treballat amb Pedro Almodóvar, Teo Escamilla, Manuel Summers, Jaime de Armiñán, Antonio Drove, Jaime Chávarri, Antonio Giménez Rico, Pilar Miró i José Luis Borau. Actualment forma part del departament de so en la Junta Directiva de l'Acadèmia de les Arts i les Ciències Cinematogràfiques d'Espanya.
Va obtenir el Goya al millor so pel seu treball a Montoyas y Tarantos en els IV Premis Goya (1989) i fou nominat novament en els XI Premis Goya pel seu treball a El perro del hortelano. El 2004 fou cap de so d' Hotel Danubio, que va quedar entre les finalistes per representar Espanya als Premis Oscar.

## Filmografia (selecció)
- Pepi, Luci, Bom y otras chicas del montón (1980)[4]
- Montoyas y Tarantos (1980)
- El arreglo (1983)
- Soldados de plomo (1983)
- La hora bruja (1984)
- Supernova (1993)
- Aquí llega Condemor, el pecador de la pradera (1996)
- El perro del hortelano (1996)
- Sexy Beast (2000)
- El misterio de Wells (2002)
- Sahara (2005)
- Faltas leves (2006)
- Narcos (sèrie, 2016)